# Andreas Schmidt (Autor, 1957)

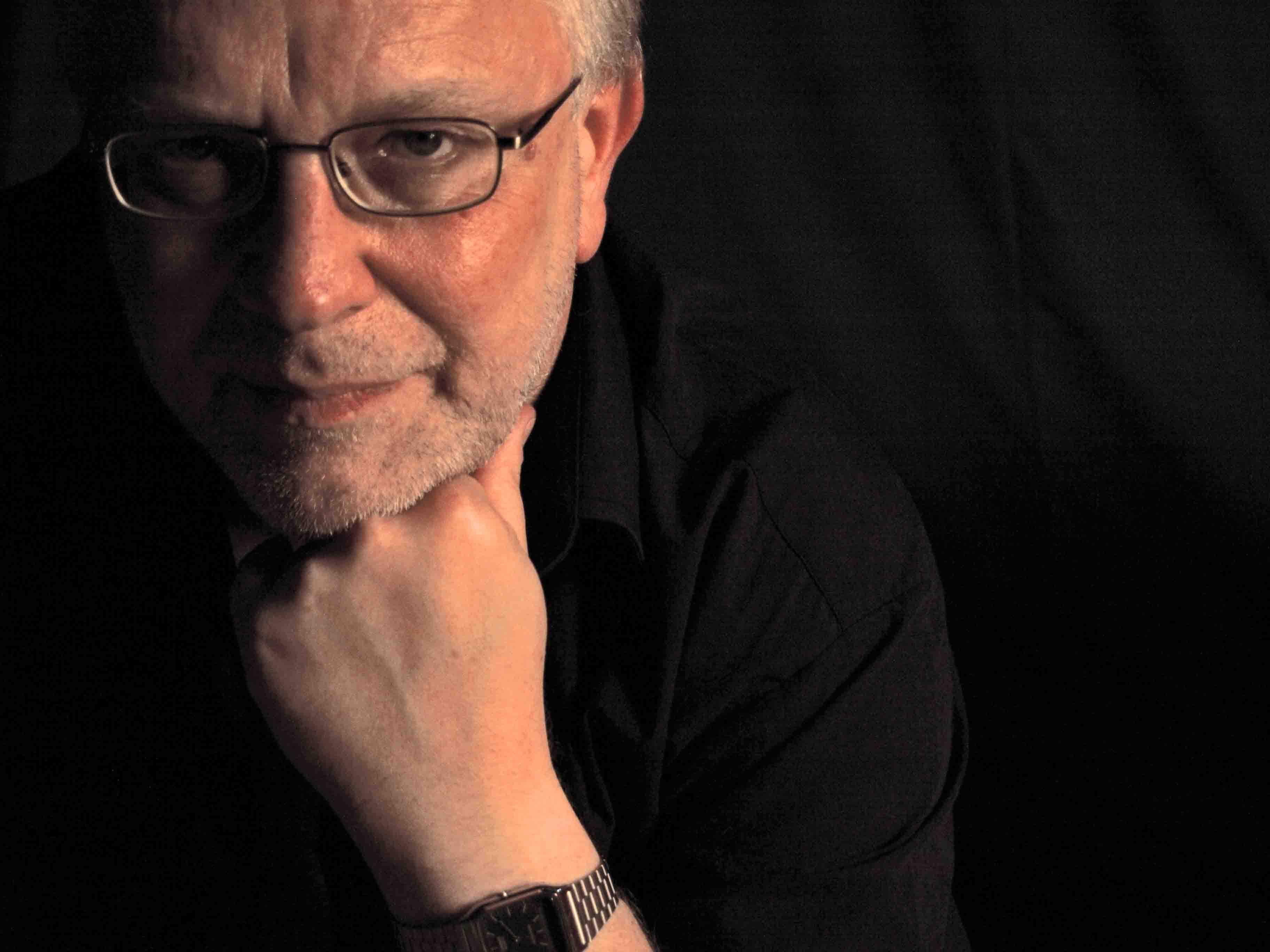
Andreas Schmidt

Andreas Schmidt (* 1957 in Crimmitschau) ist ein deutscher Schriftsteller und Publizist.

## Leben
Nach einem Abschluss an einer Polytechnischen Oberschule erhielt er zunächst eine Ausbildung zum Fotografen. 1982 erfolgte nach fünfjähriger Stasi-Haft eine Übersiedlung in die Bundesrepublik. Hier wurde er Autor von Artikeln in Periodika zum Thema DDR und Stasi, sowie Buchautor.
Schmidt ist seit der Wende wieder in Sachsen als Referent in der Erwachsenenbildung, Autor und Fotograf tätig.

## Werke
- Leerjahre – Leben und Überleben im DDR-GULAG. Tatsachenroman. Sindelfingen 1986, ISBN 3-925434-02-X.
- Alarm in Ost-Berlin – Interflug 203 entführt. Tatsachenroman. Böblingen 1989, ISBN 3-925434-23-2.
- (unter Pseudonym W. Ladegast) Reise in die Vergangenheit. Tatsachenroman. Weitling Verlag, Stuttgart 1990.
- Tanjas Heimkehr. Roman. Verlag Doku Medienproduktion DMP, Berlin, ISBN 978-3-938551-54-7.